# NJJ
NJJ Holding est une société holding contrôlée par Xavier Niel. L'entreprise exerce l'essentiel de son activité dans le domaine des télécommunications, de l'immobilier et de la presse, notamment par l'intermédiaire de ses participations dans Salt Mobile, Eir, Unibail-Rodamco-Westfield et le Groupe Nice-Matin. La holding, qui prend son nom de « Niel John Jules » les deux prénoms de ses fils, compte de multiples filiales, au moins 25 durant un temps.

## Quelques participations

### NJJ Télécom
- Monaco Telecom à Monaco, Chypre et Malte (55%)[2], acquis en 2014
- Salt en Suisse (100%)[3], acquis en 2014
- Eir en Irlande (32,9%)[4], acquis en 2017. Iliad, autre société de Xavier Niel en détient un complément de 31,6% depuis 2017
- Free Sénégal (40%)[5], acquis en 2018 puis revendu en 2023[6],[7]
- Millicom en Amérique latine (40%)[8], acquis partiellement en 2022 puis un complément de parts en 2023 et 2024[9]
- Proximus en Belgique (6%), acquis en 2023[10]
- Datagroup-Volia-Lifecell en Ukraine (85%)[11], acquis en 2024[12]

### Immobilier
- L'Apogée Courchevel (50%)[13], ouvert en 2013[14]
- Hôtel Coulanges, acquis en 2016[15]
- La tour CIT dans l’Ensemble Tour Maine-Montparnasse (copropriétaire), acquis en 2019[16]
- Aérogare des Invalides, ancien siège social d’Air France situé sur l’esplanade des Invalides acquis en 2020[17] qui va être transformé en musée Giacometti pour 2026[18]
- Unibail-Rodamco-Westfield (25,5%)[19], acquis en 2020[20]

### NJJ Presse
- Groupe Nice-Matin (100 %), acquis en 2020[21],[22]
- Paris-Turf (100 %), acquis en 2020[23],[24]
- Groupe Le Monde, acquis partiellement en 2010[25] puis un complément de parts en 2023[26]
- France-Antilles (100%), acquis en 2020[27]

### Divers
- US Créteil, club de football, acquis en 2025[28]